# Fitos Dezső
Fitos Dezső (? –) táncművész, koreográfus, táncpedagógus, a Fitos Dezső Társulat alapítója, művészeti vezetője, igazgatója
1979-ben született Zalaegerszegen. 17 éves koráig a Zalai Táncegyüttes szólótáncosa. 1997 és 2010 között a Budapest Táncegyüttes (jelenleg  Nemzeti Táncegyüttes) szólótáncosa, 2010-től szabadúszóként több táncegyüttessel dolgozott, többek között a pozsonyi Ifjú Szívek Magyar Táncegyüttes táncmestere, illetve a Magyar Állami Népi Együttes és a Duna Művészegyüttes számára készített koreográfiákat. 2007 óta a Fitos Dezső Társulat alapítója, táncosa, koreográfusa feleségével, Kocsis Enikővel. A társulat 2022-ben vált hivatásossá, melynek táncművésze, művészeti vezetője és igazgatója.
1993 óta készít önálló koreográfiákat, rendszeresen dolgozik alkalmazott mozgástervezőként is színházi- és bábszínházi előadásokban. Több előadás zenei szerkesztője és díszlettervezője.
A Fitos Dezső Társulat táncművészei többnyire a Fitos Dezső és Kocsis Enikő nevével fémjelzett utánpótlás-együttesekből került ki. Az alkotópáros a korábbi évtizedekben már több táncművész-táncpedagógus generációt kinevelt, amelyek tagjai mára a magyar néptáncélet meghatározó egyéniségei és a hivatásos együttesek szólótáncosai, neves hazai és határon túli amatőr együttesek vezetői. 1994 óta a győri Lippentő Táncegyüttes, 1997–től a Szentendre Táncegyüttes, 2022-től a budapesti Fonó Táncegyüttes táncpedagógusai, művészeti vezetői, koreográfusai, ahol összesen 500 főt számláló gyermek- és ifjúsági korosztállyal, felmenő rendszerben foglalkoznak.
2008 óta az Örökség Nemzeti Gyermek és Ifjúsági Népművészeti Egyesület tehetséggondozó táborának szakmai vezetője és oktatója. Rendszeres, visszatérő tanára az észak-amerikai diaszpóra tánc-workshopjainak és tánctáborainak és koreográfusa az ott működő együttesek. Erdélyben, Felvidéken, Délvidéken szoros kapcsolatot ápol a magyarlakta közösségekben működő táncegyüttesekkel. Három éven keresztül a Országos Legényesverseny zsűritagja. A Fölszállott a Páva mentora és felkészítő tanára több évadon keresztül. Négy éven át Martin György Díj kuratóriumi bizottságának tagja. Több továbbképzés, országos felkészítő program előadója, -ifjúsági- felnőtt fesztiválok, versenyek felkészítő tanára, zsűrije. Számos táncgyűjteménye gazdagítja az MTA, Vitézi Ének Alapítvány, a Fonó Budai Zeneház “Utolsó óra”, a Hagyományok Háza archívumát. 
Jelentősebb szakmai és állami díjai: A Népművészet Ifjú Mestere (1998), Aranysarkantyús Szólista-díj (1998, 2001), Harangozó Gyula-díj (2004), EuroPAS Magyar Táncdíj (2010), Magyarország Érdemes Művésze (2022).

„A Fitos Dezső Társulat ars poeticájának alapja a hitelességre törekvés. Hűek vagyunk hagyományainkhoz, táncainkhoz, amelyek elsajátítása és bemutatása nem csupán magas szintű technikai tudást, de különleges kifejező erőt is igényel. A mozdulatnak ugyanis láttatnia kell azt a régről jövő erőt, amely minden táncművészeti ág alapja. Hiszek a néptánc kortárs művészeti megmutatkozásában. Hiszem, hogy erejével, természetességével megszólítja a ma emberét! Számomra az archív néptáncanyag magas technikai szintű elsajátítása mellett nagyon fontos a zenei indíttatás. Alkotóként és táncosként is fontos megfogni a kurázsit, a virtuóz táncok születéséhez szükséges belső tüzet. Nyitott vagyok minden társművészeti összekapaszkodásra.”

– Fitos Dezső